# 北京市第十三中学分校诚毅校区
39°55′34″N 116°22′01″E / 39.9261995°N 116.3670522°E

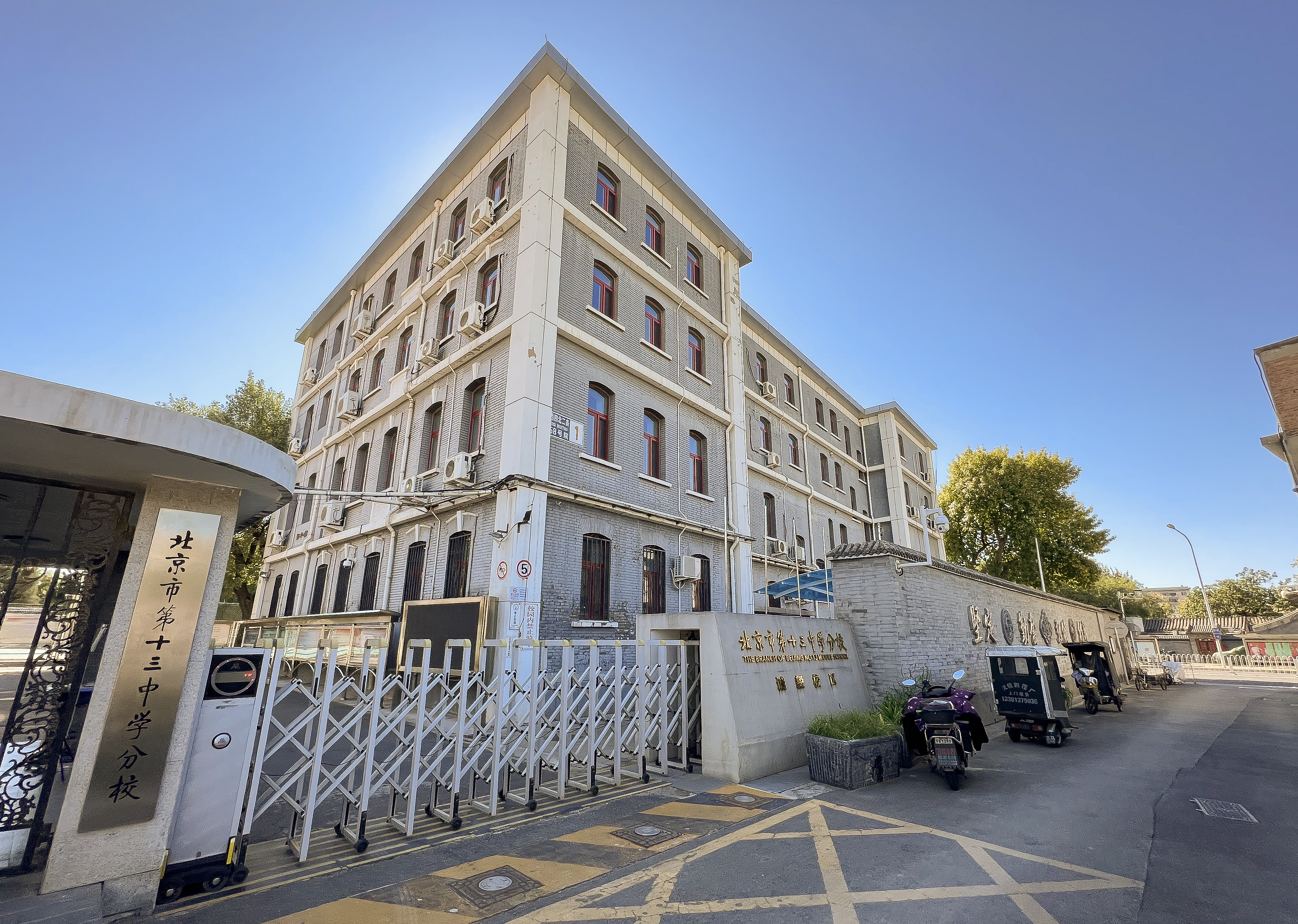
四十一中原址现为十三中分校诚毅校区

北京市第四十一中学是中华人民共和国北京市西城区的一所普通完全中学，位于西四北二条58号，现为北京市第十三中学分校诚毅校区。

## 历史
该校的前身是教育家陈垣1921年创办的私立平民中学。其原校址位于育教胡同。1925年，该校迁入西四北二条内用庚子赔款兴建的萃文中学，即现在的北京市第四十一中学教学西楼。1938年，萃贞女中停办，其校舍并入平民中学，即现在的北京市第四十一中学教学东楼。1952年，私立平民中学校舍被北京市人民政府接管，用作北京市第四十一中学校舍；原平民中學1959年在臺復校，後易名莊敬中學。1954年，道济医院结核病房搬迁，其建筑转交该校使用，即现在的北京市第四十一中学办公楼。
2018年7月，四十一中被北京市第十三中学分校合并，成为十三中分校诚毅校区。

## 校园
该校的建筑为西洋式，有教学楼两栋，办公楼一栋。西教学楼平面略呈工字形，高四层。东教学楼高四层，入口处是希腊式门柱，上起三角形山花，全部窗户均以砖及水泥做成拱形。两座教学楼原来均是坡顶，1976年唐山大地震时损坏，维修时改成平顶。校园中部的办公楼平面略呈凹字型，高二层，两侧向外突出，顶部起三角形山花，原来是石板顶，现在已经改为铁皮屋顶。

## 校友
- 那志良：台北国立故宫博物院研究员
- 荣高棠：国家体委秘书长、副主任
- 冯牧：文艺评论家、散文家
- 王大明：第九届全国政协常委、北京市政协主席
- 王蒙：作家、文化部部长
- 孙安民：北京市副市长、全国人大常委、全国工商联副主席
- 修济刚：中国地震局副局长
- 桑晨：中国中央电视台《天涯共此时》栏目主持人
- 刘甜甜：北京交通台播音员[2]
- 王丹：八九学运领袖之一。